# Cantonul Pithiviers
Cantonul Pithiviers este un canton din arondismentul Pithiviers, departamentul Loiret, regiunea Centru, Franța.

## Comune
- Ascoux
- Bondaroy
- Bouilly-en-Gâtinais
- Bouzonville-aux-Bois
- Boynes
- Chilleurs-aux-Bois
- Courcy-aux-Loges
- Dadonville
- Escrennes
- Estouy
- Givraines
- Guigneville
- Laas
- Mareau-aux-Bois
- Marsainvilliers
- Pithiviers (reședință)
- Pithiviers-le-Vieil
- Santeau
- Vrigny
- Yèvre-la-Ville